# Pinsent's Arm
Pinsent's Arm, aussi connue sous le nom Pensons Arm, est une communauté de pêcheurs située sur la côte de l'océan Atlantique à l'est du Labrador, dans la partie continentale de la province de Terre-Neuve-et-Labrador au Canada. 
La localité comptait 61 habitants en 2016.

## Géographie
Pinsent's Arm se situe sur une péninsule de la côte sud de la baie Saint Michel, à environ 20 kilomètres au sud-est de Charlottetown.
La ville est reliée par la route 514 à Charlottetown (24 kilomètres) et au reste du Canada.

## Histoire
Historiquement, la collectivité de Pinsent's Arm servait de lieu d'hivernage pour les communautés de pêcheurs des îles Square (52° 43′ 54″ N, 55° 49′ 51″ O), de Triangle (52° 50′ 18″ N, 55° 50′ 48″ O) et d'autres stations à l'embouchure de la baie Saint Michel, mais elle a été établie à l'année à la fin des années 1950. On croit que la communauté et l'île Pinsent à l'est ont été nommées en l'honneur d'Andrew Pinson, un commerçant pionnier de la côte du Labrador, ou de R. J. Pinsent, le juge de la côté du Labrador nommé en 1963.

## Communauté
Pinsent's Arm compte sur de nombreux services présents à Charlottetown, tels que l'école, les services postaux, les magasins et les services médicaux. L'Union des pêcheurs du Labrador (Labrador Fishermen's Union Shrimp Company) exploite une usine de transformation du poisson qui aide la communauté à devenir autosuffisante en produisant des buccins, des pétoncles et du crabe des neiges.